# 1238 Предаппія
1238 Предаппія (1238 Predappia) — астероїд головного поясу, відкритий 4 лютого 1932 року. Тіссеранів параметр щодо Юпітера — 3,337.